# قائمة الأفلام المصرية سنة 1986
هذه قائمة بالأفلام المصرية لسنة 1986 مرتبة أبجديا

## 1986
- من فضلك وإحسانك
- امرأة مطلقة
- البداية
- البريء
- الجلسة سرية
- الجوع
- مشاعر إنسانية
- الحدق يفهم
- الحرافيش
- الصبر في الملاحات
- الطوق والأسورة
- اليوم السادس
- رجل لهذا الزمان
- سلام يا صاحبي
- عصفور الشرق
- عودة مواطن
- قبل الوداع
- كدابين الزفة
- كراكون في الشارع
- للحب قصة قصيرة
- موعد مع القدر
- وصمة عار
- الحب فوق هضبة الهرم